# Altendresden

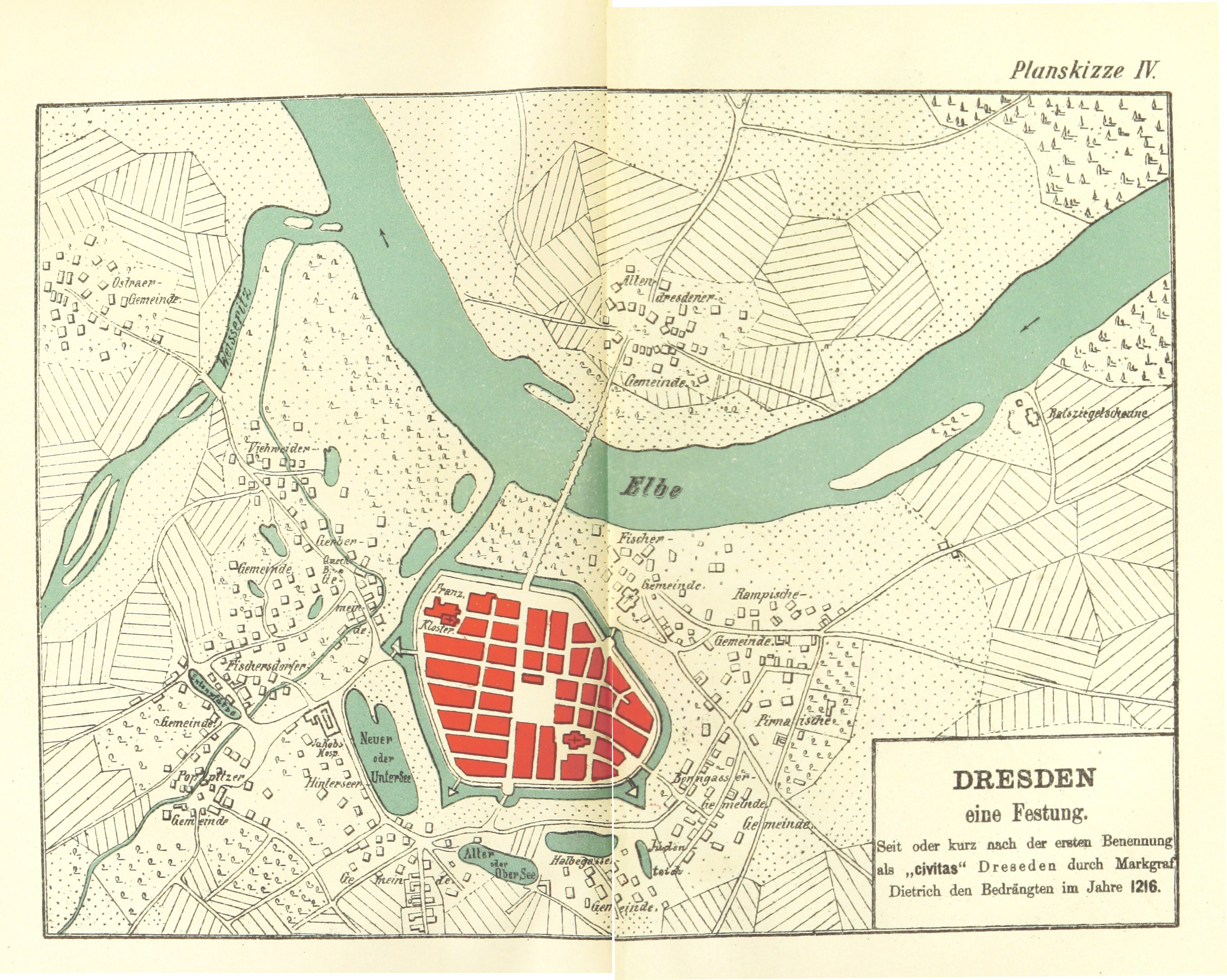
Dresden und die Gemeinde Altendresden im 13. Jahrhundert

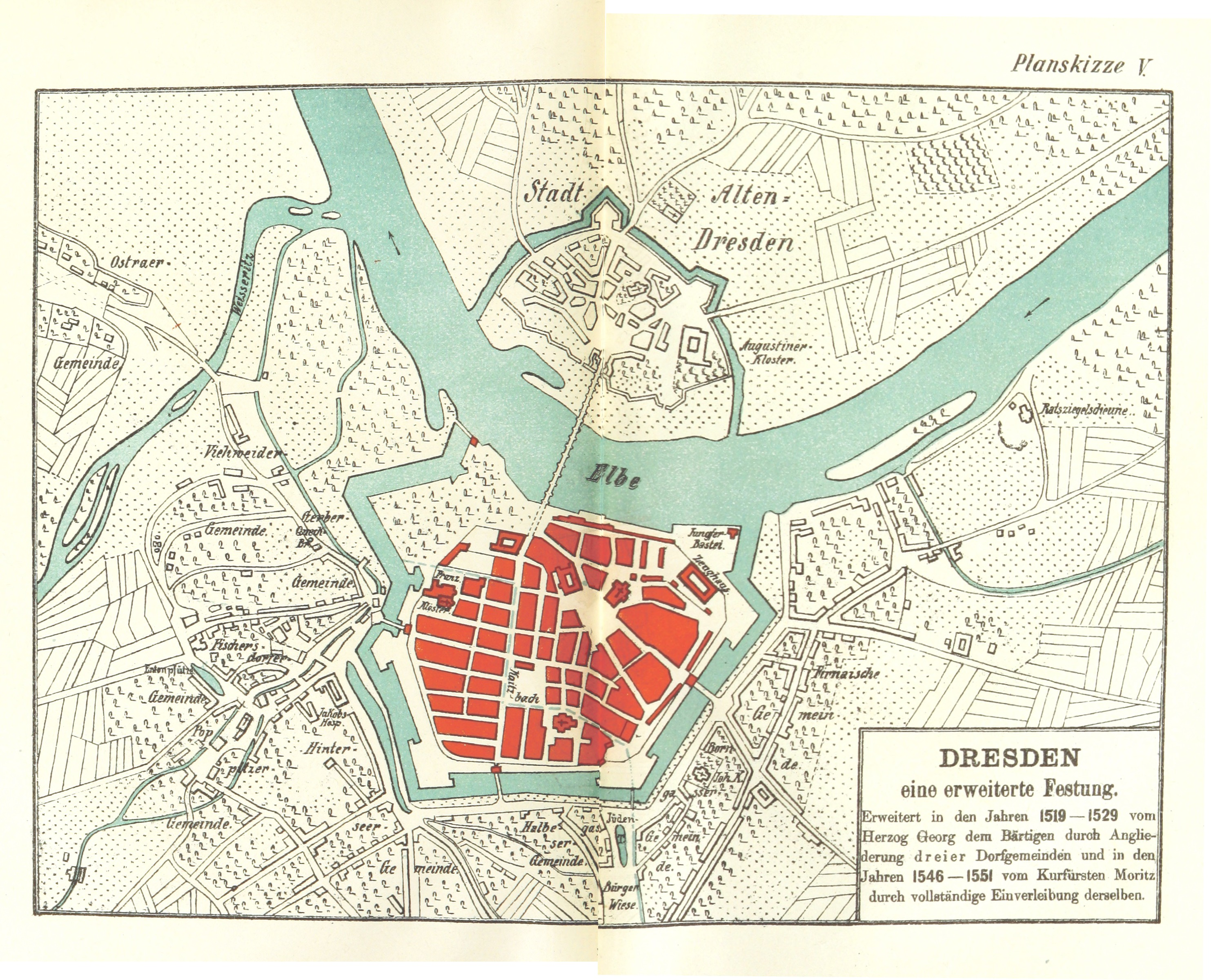
Dresden und die Stadt Altendresden im 16. Jahrhundert

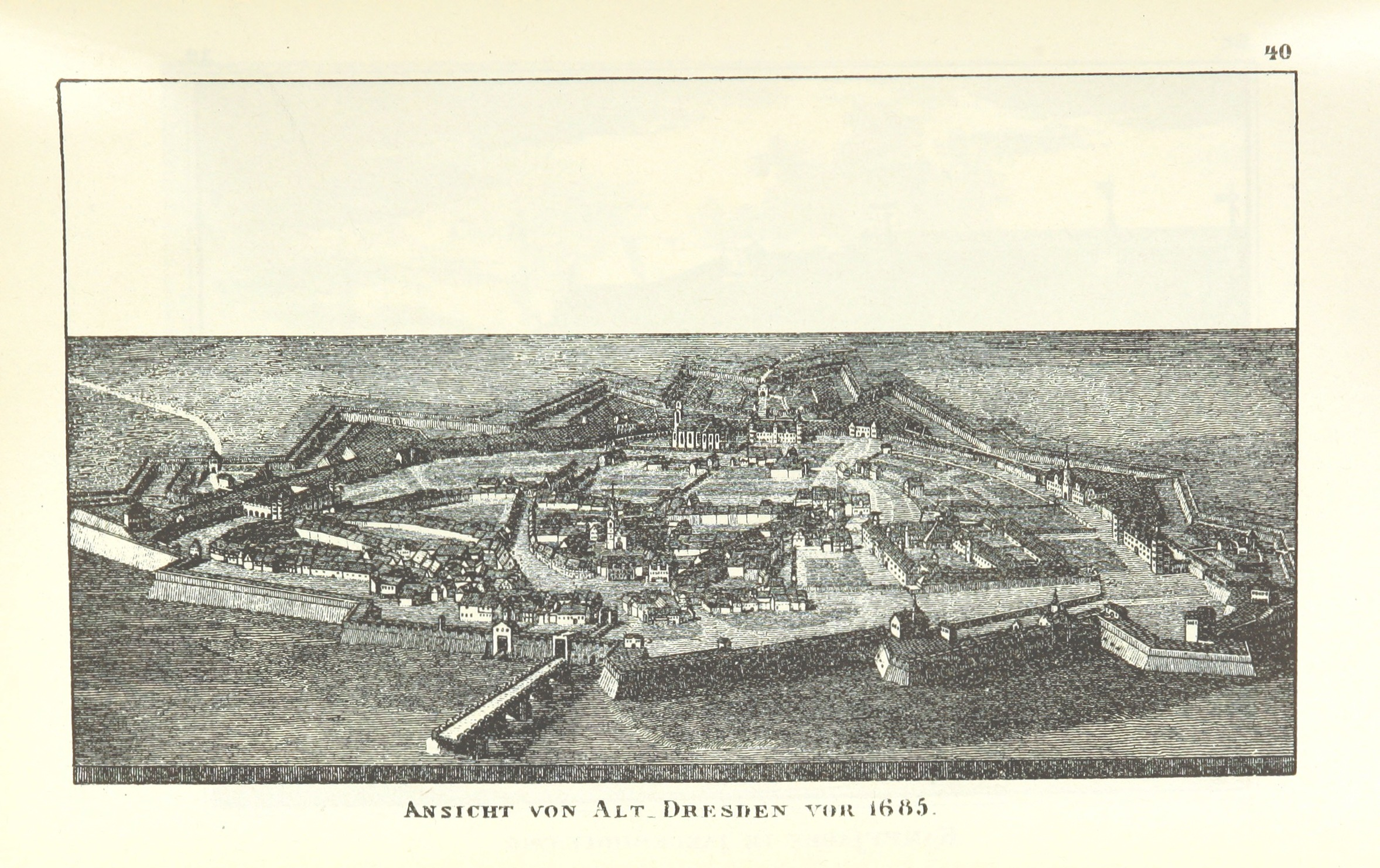
Ansicht von Altendresden vor 1685

Als Altendresden wurden ursprünglich zwei Siedlungsteile sorbischen Ursprungs im Kurfürstentum Sachsen links- und rechtselbisch im Gebiet der heutigen Innenstadt Dresdens bezeichnet. Ab dem 14. Jahrhundert wurde nurmehr der rechtselbische Teil der Siedlung so bezeichnet, erhielt 1403 das Bürger- und Weichbildrecht und wurde 1549 mit Dresden vereinigt. Dieser Teil entsprach in etwa der westlichen Hälfte der heutigen Inneren Neustadt in Dresden und wurde ungefähr begrenzt durch die Elbe sowie die heutigen Verkehrswege Antonstraße, Bautzner Straße und Glacisstraße.

## Ortsentstehung
Beide Orte gehen auf sorbische Siedlungen zurück, die im 10. und 11. Jahrhundert jeweils in Bereichen entstanden, die zur damaligen Zeit als hochwassersicher galten. Die ältesten Siedlungskerne werden rechtselbisch aufgrund archäologischer Funde in den hochwassersicheren Bereichen zwischen der späteren Klostergasse und der Meißner Gasse vermutet. Die Klostergasse verlief als Verlängerung der heutigen Großen Meißner Straße ostwärts bis zur Wiesentorstraße. Sie wurde 1976 Teil der Köpckestraße. Nachgewiesen sind sie für den zweiten Teil der rechtselbischen Siedlung für den ehemaligen Kohlmarkt, der sich im Bereich des Hotelneubaus des „Bellevue“ befand.
Die linkselbische Siedlung befand sich auf der hochwassersicheren Kuppe um die heutige Frauenkirche. Vor dem Bau der steinernen Elbbrücke (der späteren Augustusbrücke) existierte zwischen diesem Siedlungskern und der linkselbischen Siedlung um die mittelalterliche Frauenkirche eine Furt und später auch eine Fährverbindung.
Der rechtselbische Bereich des Altendresden wurde erstmals 1350 im Lehnsbuch des meißnischen Markgrafen Friedrich des Strengen als eigenständige Siedlung „Alden-Dresden“ erwähnt, weitere Erwähnungen geschahen 1370 und 1378.

Reliefs am vormaligen Fußgängertunnel (1976–2016) am Neustädter Markt
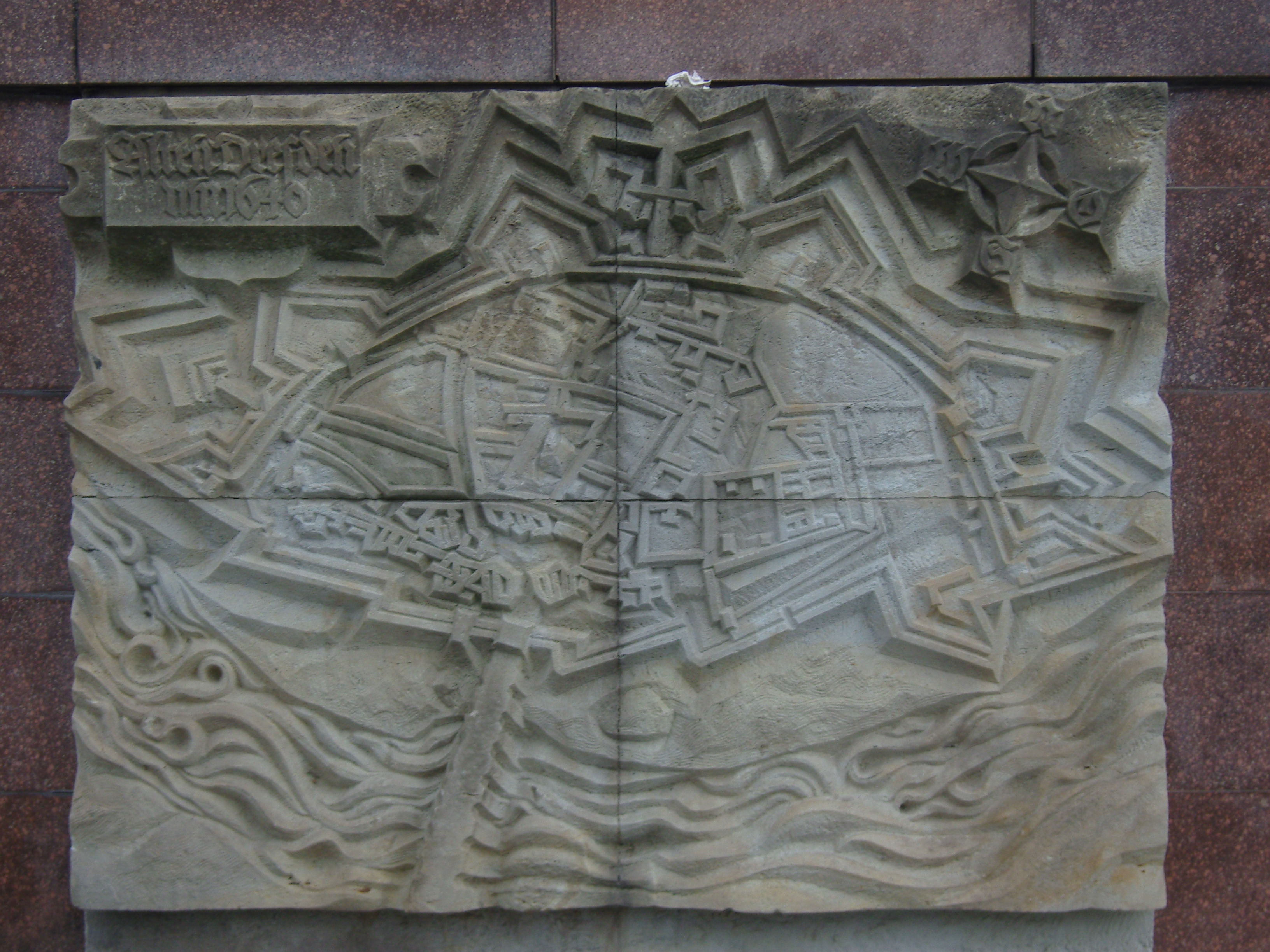
Dietrich Nitzsche: Altendresden um 1640
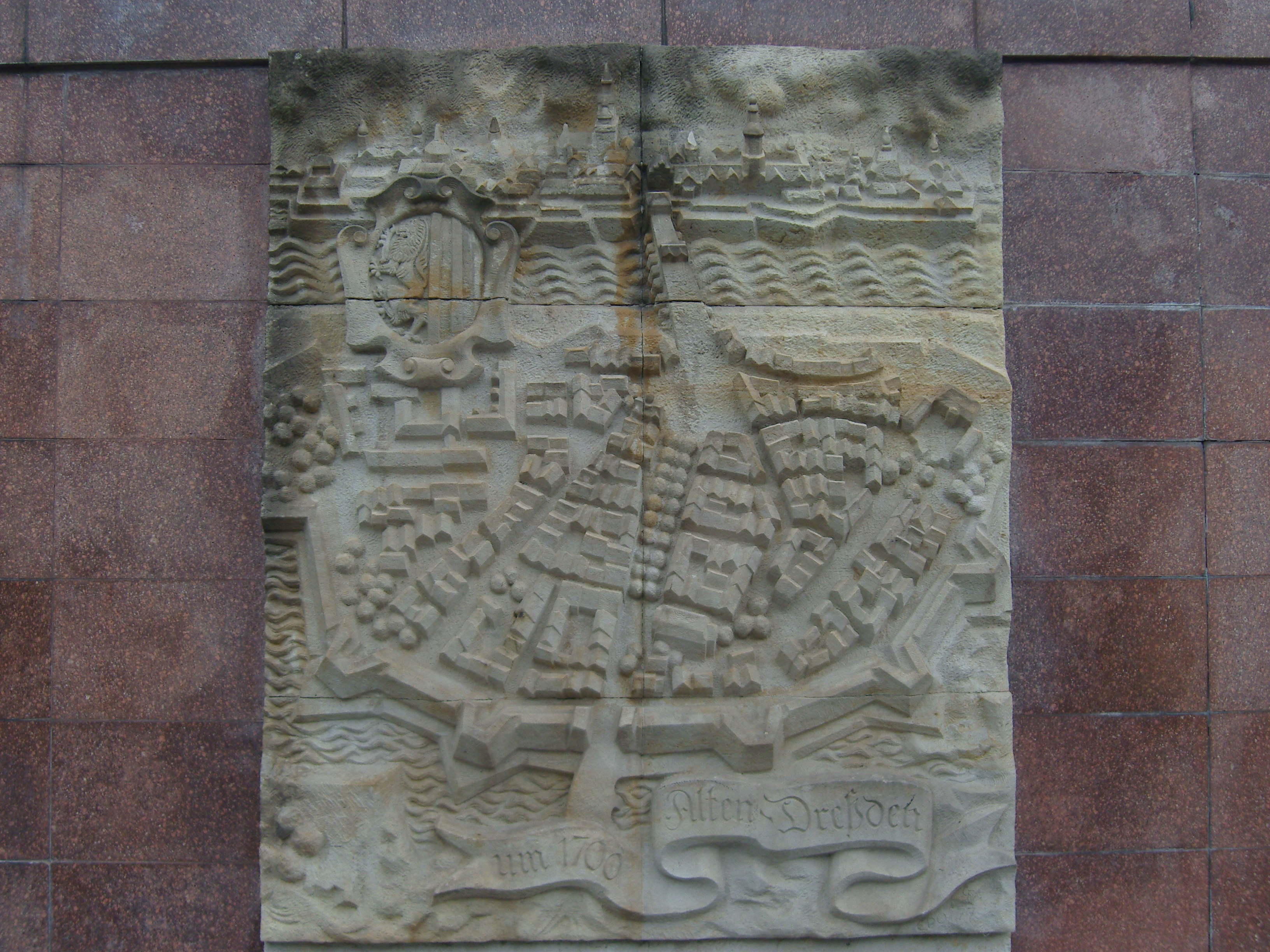
Vinzenz Wanitschke: Altendresden um 1700
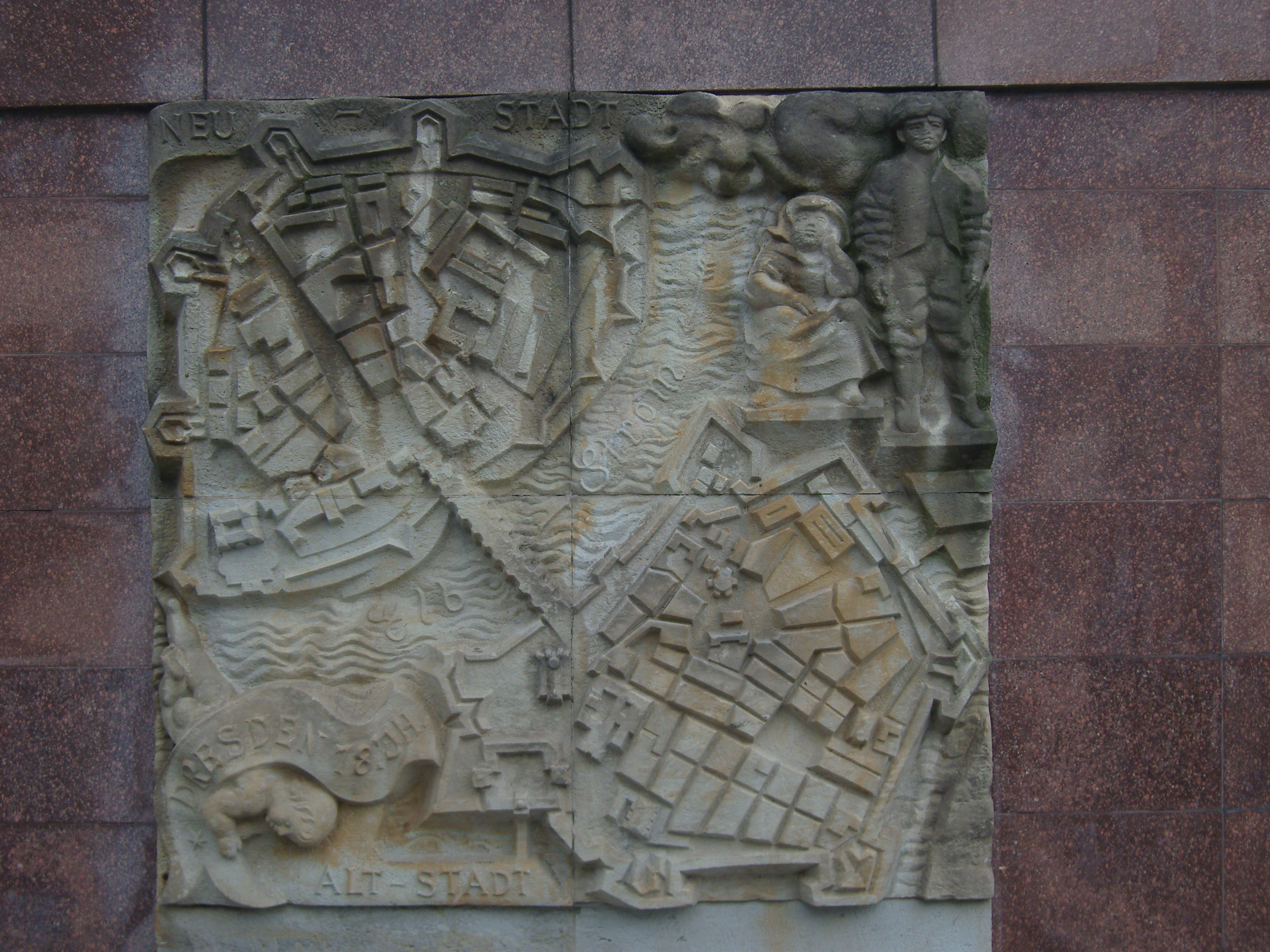
Egmar Ponndorf: Dresden und Altendresden im 18. Jahrhundert

## Entwicklung zur Stadt

Plan von Altendresden um 1726

Am 21. Dezember 1403 verlieh Markgraf Wilhelm I. dem rechtselbischen Altendresden das Bürger- und Weichbildrecht. Das war nicht das volle Stadtrecht, wie es Dresden auf der anderen Elbseite als Rechtsstadt besaß. Das Wappen zeigt, bedingt durch die Nähe zur Dresdner Heide eine Kiefer und einen Hirsch.
Im Mittelalter befand sich in Altendresden ein Herrenhof, der meist Dresdner Familien gehörte, der allerdings um 1400 nurmehr ein Vorwerk war. Im Jahr 1404 wurde das Augustinerkloster durch Wilhelm I. in der Nähe des heutigen Jägerhofs gegründet.
Altendresden wurde nach Verleihung des Weichbildrechts aus dem Sprengel der Frauenkirche herausgelöst und erhielt eine eigene Pfarrkirche, „Zu den Heiligen Drei Königen“. Diese wurde im Jahr 1421 erstmals erwähnt. Mittelpunkt des Ortes wurde der neuangelegte heutige Neustädter Markt. An der Nordseite des Marktes befand sich das Rathaus. Dort gab es die Brot- und Fleischbänke, an denen die Bäcker und Fleischer ihre Waren zum öffentlichen Verkauf anbieten konnten.
Im Vergleich zum gegenüberliegenden Dresden blieb Altendresden ein kleiner und unbedeutender Ort, der nur mit einem Erdwall befestigt war. Eine Stadtmauer erhielt er erst im 17. Jahrhundert. Um 1500 lebten nur 1000 Einwohner in der Stadt.

## Altendresden in den Kriegen
Im Jahr 1429 zerstörten die Hussiten Altendresden. Während des Schmalkaldischen Krieges wurde die Stadt durch die Truppen des sächsischen Kurfürsten Johann Friedrich aus der ernestinischen Linie geplündert, der gegen seinen albertinischen Vetter Moritz kämpfte.

## Vereinigung mit Dresden
Am 29. März 1549 verfügte Moritz, zwischenzeitlich zum sächsischen Kurfürsten ernannt, den Zusammenschluss Dresdens und Altendresdens. Dies geschah im Zuge des Ausbaus und der Erweiterung der neuen sächsischen Residenz Dresden gegen den Widerstand des Altendresdner Rats. Der Altendresdner Bürgermeister Wolf Fischer und Stadtschreiber Johann Prüfer reisten daraufhin nach Torgau, um den Kurfürsten zur Rücknahme seines Befehls zu bewegen. Moritz ließ beide jedoch wegen Widersetzlichkeit gefangen nehmen und eine Woche in Schweinitz arretieren. Nachdem beide geschworen hatten, sich der Anordnung künftig nicht weiter zu widersetzen, wurden sie freigelassen und kehrten nach Dresden zurück. Formell wurde der Zusammenschluss am 18. August 1550 vollzogen. In einem Begnadigungsbrief befreite der Kurfürst die Altendresdner Bürger von den bestehenden Jagdfronen und legte fest, dass künftig zwei Bürger Altendresdens dem Dresdner Rat angehören sollten. Gleichwohl wurde der Name „Altendresden“ eigenständig noch bis um 1700 weitergeführt.
Altendresden versank danach als Stadtteil Dresdens fast vollends in der Bedeutungslosigkeit. Der Wochenmarkt wurde bis zum Jahr 1711 in die linkselbische Stadt verlegt. Von 1568 bis 1617 wurde in Altendresden der Jägerhof auf dem Areal des 1546 abgetragenen Augustinerklosters errichtet. Die Steine des Klosters wurden für den Bau der Dresdner Befestigungsanlagen verwendet.

## Befestigungsanlagen

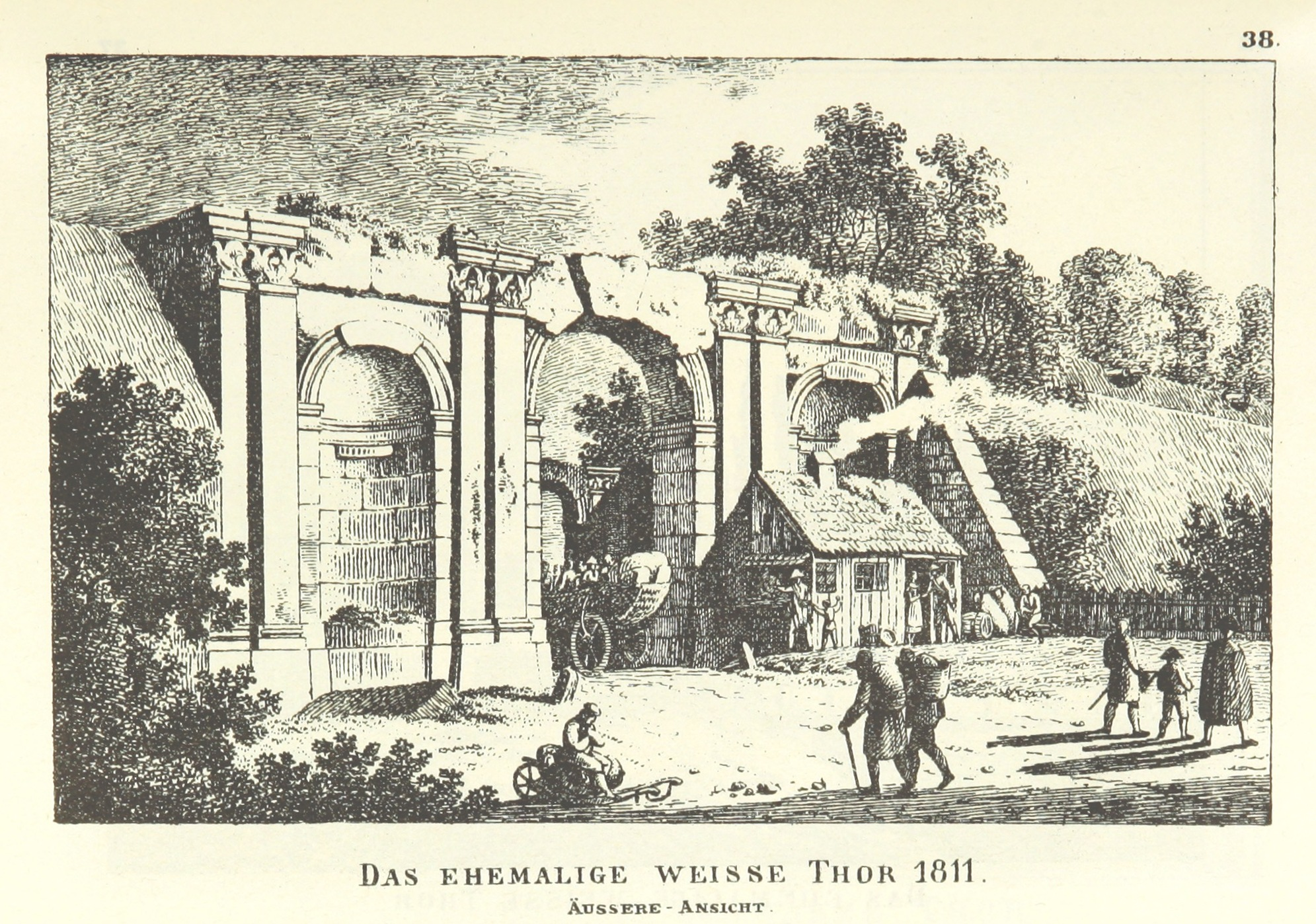
Das weiße Tor 1811

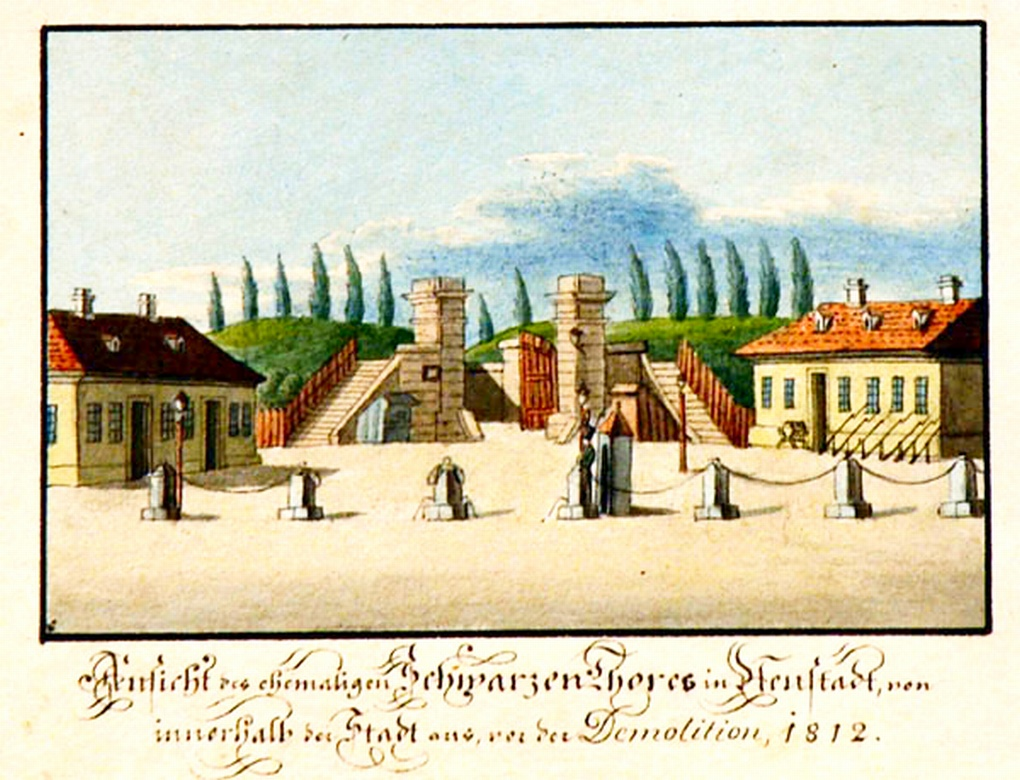
Christian Gottlob Hammer:
Das schwarze Tor, 1812

Altendresden war im Mittelalter nur durch einen Erdwall gesichert, der durch folgende Eingänge passiert werden konnte: Meißnisches Tor (1453 erwähnt), Rähnitzpforte (1465), Badertor (1477), Breites Tor (1477), Tor am Augustinerkloster (1480) und Wassertor (1527). Die von Kurfürst Moritz vorangetriebene Befestigung Dresdens sollte auch auf Altendresden ausgedehnt werden, die Ausführung blieb jedoch 1546 in den Ansätzen stecken.
Erst die Ereignisse des Dreißigjährigen Kriegs führten dazu, dass ab 1632 der Bau einer steinernen Stadtbefestigung auf der Altendresdner Seite der Stadt begann, die Befestigung bestand bis dahin vornehmlich aus Erdwällen. Auslöser während des Dreißigjährigen Krieges war, dass 500 kroatische Reiter am 30. September 1631 vergeblich versuchten, Altendresden zu erobern. Die Arbeiten wurden durch Wolf Caspar von Klengel im Jahr 1684 abgeschlossen. Die Befestigungsanlage verfügte über folgende Stadttore: Badertor (auch Mühl- oder Wassertor) im Südwesten des Stadtteils am Ausgang der Blockhausgasse, im Westen das Leipziger Tor (auch Meißner oder Weißes Tor) am späteren Palaisplatz. Das nördliche der beiden in den Jahren 1827 bis 1829 von Gottlob Friedrich Thormeyer errichtete Torhaus existiert heute noch. Weitere Tore waren die Rähnitzpforte im Nordwesten am Ende der Rähnitzgasse, im Nordosten das Bautzner Tor (auch Schwarzes Tor oder Lausitzer Tor) am Ende der Hauptstraße, im Südosten das obere Elb- oder Wiesentor am südlichen Ende der Hospitalstraße und das Jäger- oder Wiesentor im Süden am Ende der Wiesentorstraße. Weißes und Schwarzes Tor wurden im Zuge der Entfestigung Dresden im Jahr 1817 abgebrochen, das Jägertor 1854.

## Stadtbrand von 1685 und Wiederaufbau
Am 6. August 1685 brach in Altendresden im Wohnhaus eines Kunsttischlers in der Meißner Gasse ein Feuer aus. Daraus entwickelte sich ein Stadtbrand, der fast das gesamte Altendresden zerstörte. Insgesamt 336 Häuser fielen den Flammen zum Opfer, verschont blieben einige Wohnhäuser, der Jägerhof sowie das Rathaus.

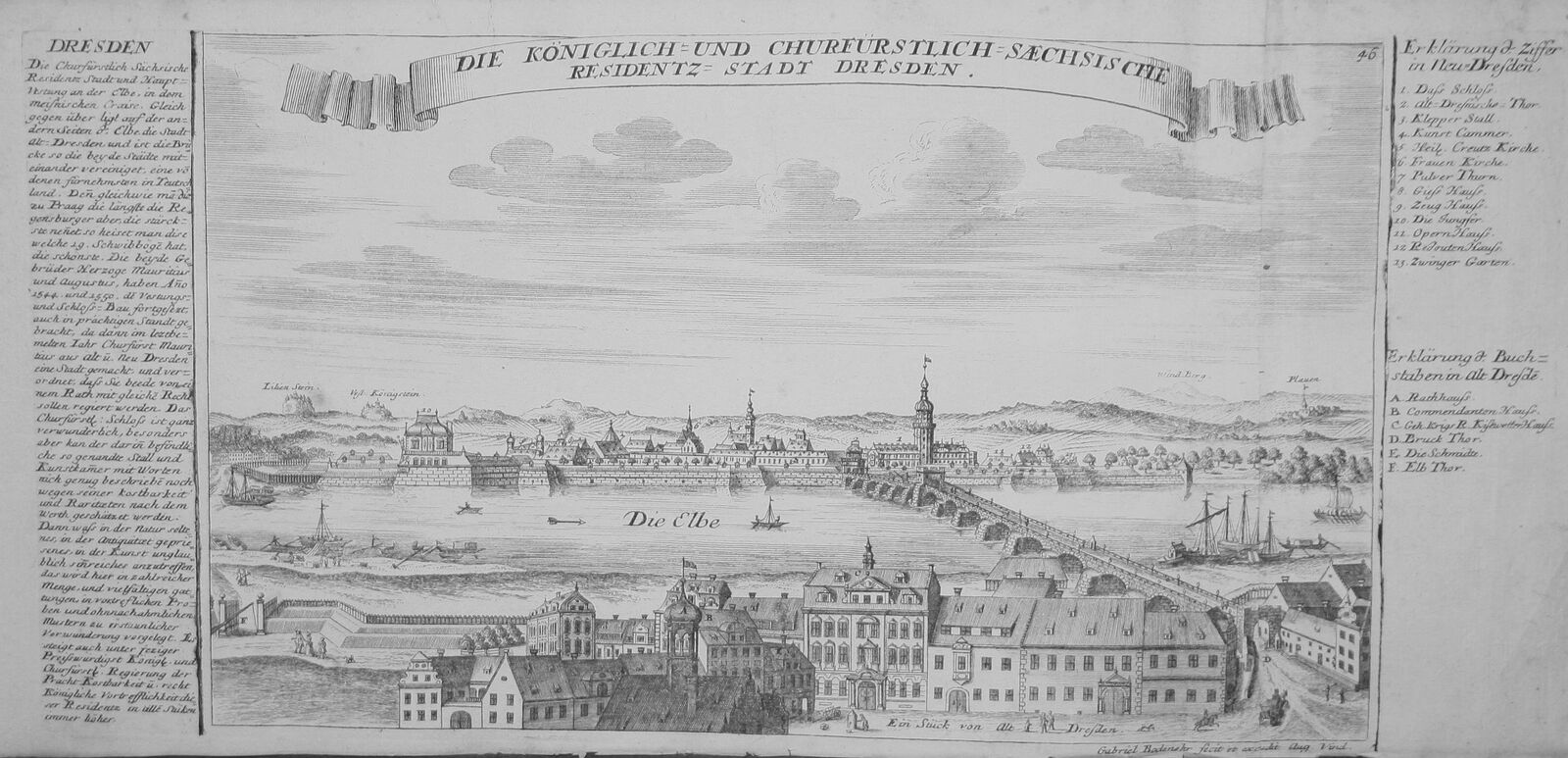
Ansicht von Dresden um 1721 mit Altendresden im Vordergrund

Nach der Zerstörung begann der Neuaufbau des Stadtteils unter Kurfürst Johann Georg III. nach Plänen des Oberlandbaumeisters Wolf Caspar von Klengel. Der Neubau zog sich über mehrere Jahrzehnte hin und wurde von Friedrich August I. weiter vorangetrieben. Aus dieser Zeit stammt die erhaltene Bebauung des Barockviertels Königstraße. Ein kurfürstliches Patent aus dem Jahr 1732 nannte den im Neuaufbau befindlichen Stadtteil „Neue Stadt bey Dresden“, daraus entstand die Bezeichnung „Neustadt“. Die zentrale Straße der Neustadt wurde die prachtvoll aufgebaute Hauptstraße, die vom Neustädter Markt zum Schwarzen Tor am heutigen Albertplatz führte.